# Пакистан на зимових Олімпійських іграх 2022
Пакистан взяв участь у зимових Олімпійських іграх 2022, що тривали з 4 до 20 лютого в Пекіні (Китай).
Пакистанська делегація складалася з одного гірськолижника.
Мухаммад Карім як єдиний представник своєї країни ніс її прапор на церемонії відкриття.

## Спортсмени
Кількість спортсменів, що взяли участь в Іграх, за видами спорту.
| Вид спорту          | Чоловіки | Жінки | Загалом |
| ------------------- | -------- | ----- | ------- |
| Гірськолижний спорт | 1        | 0     | 1       |
| Загалом             | 1        | 0     | 1       |

## Гірськолижний спорт
Від Пакистану на ігри кваліфікувалися один гірськолижник і одна гірськолижниця, що відповідали базовому кваліфікаційному критерію. Але лише гірськолижник скористався своєю квотою. Для Мухаммада Каріма це були треті поспіль Зимові Олімпійські ігри. Гірськолижниця мусила відмовитися від участі через травму.
| Спортсмен      | Дисципліна        | 1-й спуск | 1-й спуск | 2-й спуск   | 2-й спуск   | Сума        | Сума        |
| Спортсмен      | Дисципліна        | Час       | Місце     | Час         | Місце       | Час         | Місце       |
| -------------- | ----------------- | --------- | --------- | ----------- | ----------- | ----------- | ----------- |
| Мухаммад Карім | Слалом (чоловіки) | НФ        | НФ        | Не потрапив | Не потрапив | Не потрапив | Не потрапив |